# Liste des matchs de l'équipe de République démocratique du Congo de football par adversaire

Logo de la fédération congolaise de football association.

Cette liste présente les matchs de l'équipe de République démocratique du Congo de football par adversaire rencontré.
- Haut – A
- B
- C
- D
- E
- F
- G
- H
- I
- J
- K
- L
- M
- N
- O
- P
- Q
- R
- S
- T
- U
- V
- W
- X
- Y
- Z

## A

### Afrique du Sud
| Date              | Lieu         | Match                  | Résultat     | Compétition                                                                                                  |
| ----------------- | ------------ | ---------------------- | ------------ | --- |
| 9 novembre 1996   | Johannesburg | Afrique du Sud - Zaïre | 1-0          | Tours préliminaires à la Coupe du monde de football 1998                                                     |
| 27 avril 1997     | Kinshasa     | Zaïre - Afrique du Sud | 1-2          | Tours préliminaires à la Coupe du monde de football 1998                                                     |
| 25 février 1998   | Ouagadougou  | RDC - Afrique du Sud   | 1-2a.p.      | Coupe d'Afrique des nations de football 1998 (Demi-finale)                                                   |
| 27 janvier 2000   | Kumasi       | Afrique du Sud vs RDC  | 1-0          | Coupe d'Afrique des nations de football 2000 (Poule)                                                         |
| 5 septembre 2004  | Kinshasa     | RDC - Afrique du Sud   | 1-0          | Phase qualificative de la Coupe du monde de football 2006 et la Coupe d'Afrique des nations de football 2006 |
| 8 octobre 2005    | Johannesburg | Afrique du Sud - RDC   | 2-2          | Phase qualificative de la Coupe du monde de football 2006 et la Coupe d'Afrique des nations de football 2006 |
| 12 septembre 2023 | Soweto       | Afrique du Sud - RDC   | 1-0          | Match amical                                                                                                 |
| 10 février 2024   | Abidjan      | Afrique du Sud - RDC   | 0-0 (6-5)tab | Coupe d'Afrique des nations de football 2023 (Petite finale)                                                 |

Bilan
Confrontations : 8
- Victoires de l'Afrique du Sud : 6
- Match nul : 1
- Victoires de la République démocratique du Congo : 1

### Algérie
| Date            | Lieu          | Match           | Résultat | Compétition                                          |
| 21 juillet 1965 | Brazzaville   | Algérie - RDC   | 4-1      | Jeux africains de 1965 (Poule)                       |
| 19 mars 1988    | Casablanca    | Zaïre - Algérie | 0-1      | Coupe d'Afrique des nations de football 1988 (Poule) |
| 24 janvier 2000 | Kumasi        | Algérie - RDC   | 0-0      | Coupe d'Afrique des nations de football 2000 (Poule) |
| 19 août 2002    | Blida         | Algérie - RDC   | 1-1      | Match amical                                         |
| 26 mars 2008    | Goussainville | Agérie - RDC    | 1-1      | Match amical                                         |
| 10 octobre 2019 | Blida         | Algérie - RDC   | 1-1      | Match amical                                         |

Bilan
Confrontations : 6
- Victoires de l'Algérie : 2
- Match nul : 4
- Victoires de la République démocratique du Congo : 0

### Angola
| Date             | Lieu        | Match          | Résultat | Compétition                                                      |
| 29 août 1981     | Luanda      | Angola - Zaïre | 1-1      | Jeux d'Afrique centrale de 1981 (Championnat)                    |
| 29 mars 1987     | Kinshasa    | Zaïre - Angola | 3-0      | Qualifications à la Coupe d'Afrique des nations de football 1988 |
| 11 avril 1987    | Luanda      | Angola - Zaïre | 1-0      | Qualifications à la Coupe d'Afrique des nations de football 1988 |
| 21 avril 1987    | Brazzaville | Zaïre - Angola | 1-2      | Jeux d'Afrique centrale de 1987 (Poule)                          |
| 30 décembre 1988 | Kinshasa    | Zaïre - Angola | 0-0      | Match amical                                                     |
| 20 août 2003     | Luanda      | Angola - RDC   | 0-2      | Match amical                                                     |
| 23 mai 2004      | Kinshasa    | RDC - Angola   | 1-3      | Match amical                                                     |
| 25 janvier 2006  | Le Caire    | Angola - RDC   | 0-0      | Coupe d'Afrique des nations de football 2006 (Poule)             |
| 22 août 2007     | Kinshasa    | RDC - Angola   | 3-1      | Match amical                                                     |
| 21 janvier 2016  | Huye        | RDC - Angola   | 4-2      | Championnat d'Afrique des nations de football 2016 (Poule)       |
| 26 mars 2016     | Kinshasa    | RDC - Angola   | 2-1      | Éliminatoires de la Coupe d'Afrique des nations de football 2017 |
| 29 mars 2016     | Luanda      | Angola - RDC   | 0-2      | Éliminatoires de la Coupe d'Afrique des nations de football 2017 |
| 14 novembre 2020 | Kinshasa    | RDC - Angola   | 0-0      | Éliminatoires de la Coupe d'Afrique des nations de football 2021 |
| 17 novembre 2020 | Luanda      | Angola - RDC   | 0-1      | Éliminatoires de la Coupe d'Afrique des nations de football 2021 |
| 17 octobre 2023  | Setúbal     | Angola - RDC   | 0-0      | Match amical                                                     |
| 6 janvier 2024   | Dubaï       | RDC - Angola   | 0-0      | Match amical                                                     |
| 14 août 2025     | Nairobi     | Angola - RDC   | 0-2      | Championnat d'Afrique des nations de football 2024 (Poule)       |

Bilan
Confrontations : 17
- Victoires de l'Angola : 3
- Match nul : 6
- Victoires de la République démocratique du Congo : 8

## B

### Bahreïn
| Date             | Lieu  | Match         | Résultat | Compétition  |
| 1er février 2022 | Riffa | Bahreïn - RDC | 1-0      | Match amical |

Bilan
Confrontations : 1
- Victoires de Bahreïn : 1
- Match nul : 0
- Victoires de la République démocratique du Congo : 0

### Botswana
| Date            | Lieu     | Match          | Résultat | Compétition                                                      |
| 13 octobre 2002 | Kinshasa | RDC - Botswana | 2-0      | Éliminatoires de la Coupe d'Afrique des nations de football 2004 |
| 5 juillet 2003  | Gaborone | Botswana - RDC | 0-0      | Éliminatoires de la Coupe d'Afrique des nations de football 2004 |
| 5 juin 2017     | Salé     | RDC - Botswana | 2-0      | Match amical                                                     |

Bilan
Confrontations : 3
- Victoires du Botswana : 0
- Match nul : 1
- Victoires de la République démocratique du Congo : 2

### Brésil
| Date         | Lieu          | Match          | Résultat | Compétition                             |
| 22 juin 1974 | Gelsenkirchen | Zaïre - Brésil | 0-3      | Coupe du monde de football 1974 (Poule) |

Bilan
Confrontations : 1
- Victoires du Brésil : 1
- Match nul : 0
- Victoires de la République démocratique du Congo : 0

### Burkina Faso
| Date              | Lieu        | Match               | Résultat         | Compétition |
| 16 septembre 1973 | Ouagadougou | Haute-Volta - Zaïre | 0-5              | Qualifications à la Coupe d'Afrique des nations de football 1974                                               |
| 30 septembre 1973 | Kinshasa    | Zaïre - Haute-Volta | 4-1              | Qualifications à la Coupe d'Afrique des nations de football 1974                                               |
| 27 février 1998   | Ouagadougou | Burkina Faso - RDC  | 4-4a.p. (1-4)tab | Coupe d'Afrique des nations de football 1998 (Petite finale)                                                   |
| 20 juin 2004      | Kinshasa    | RDC - Burkina Faso  | 3-2              | Phase qualificative de la Coupe du monde de football 2006 et à la Coupe d'Afrique des nations de football 2006 |
| 18 juin 2005      | Ouagadougou | Burkina Faso - RDC  | 2-0              | Phase qualificative de la Coupe du monde de football 2006 et à la Coupe d'Afrique des nations de football 2006 |
| 10 janvier 2024   | Abou Dabi   | RDC - Burkina Faso  | 1-2              | Match amical                                                                                                   |

Bilan
Confrontations : 6
- Victoires du Burkina Faso : 2
- Match nul : 0
- Victoires de la République démocratique du Congo : 4

## C

### Cap-Vert
| Date             | Lieu     | Match          | Résultat | Compétition                                                                                                  |
| ---------------- | -------- | -------------- | -------- | --- |
| 3 juillet 2004   | Praia    | Cap-Vert - RDC | 1-1      | Phase qualificative de la Coupe du monde de football 2006 et la Coupe d'Afrique des nations de football 2006 |
| 4 septembre 2005 | Kinshasa | RDC - Cap-Vert | 2-1      | Phase qualificative de la Coupe du monde de football 2006 et la Coupe d'Afrique des nations de football 2006 |
| 22 janvier 2015  | Ebebiyin | Cap-Vert - RDC | 0-0      | Coupe d'Afrique des nations de football 2015 (Poule)                                                         |

Bilan
Confrontations : 3
- Victoires du Cap-Vert : 0
- Match nul : 2
- Victoires de la République démocratique du Congo : 1

### Congo
| Date              | Lieu         | Match                                  | Résultat | Compétition                                                              |
| ----------------- | ------------ | -------------------------------------- | -------- | ------------------------------------------------------------------------ |
| 13 avril 1963     | Dakar        | Congo-Brazzaville - Congo-Léopoldville | 2-1      | Jeux de l'Amitié 1963 (Poule)                                            |
| 12 janvier 1968   | Asmara       | RDC - Congo                            | 3-0      | Coupe d'Afrique des nations de football 1968 (Poule)                     |
| 29 février 1973   | Douala       | Zaïre - Congo                          | 2-0      | Coupe d'Afrique des nations de football 1972 (Poule)                     |
| 5 mars 1974       | Alexandrie   | Congo - Zaïre                          | 2-1      | Coupe d'Afrique des nations de football 1974 (Poule)                     |
| 16 septembre 1979 | Brazzaville  | Congo - Zaïre                          | 4-2      | Qualifications à la Coupe d'Afrique des nations de football 1980         |
| 30 septembre 1979 | Kinshasa     | Zaïre - Congo                          | 4-1      | Qualifications à la Coupe d'Afrique des nations de football 1980         |
| 27 août 1981      | Luanda       | Zaïre - Congo                          | 2-1      | Jeux d'Afrique centrale de 1981 (Championnat)                            |
| 31 mars 1985      | Brazzaville  | Congo - Zaïre                          | 2-5      | Qualifications à la Coupe d'Afrique des nations de football 1986         |
| 14 avril 1985     | Kinshasa     | Zaïre - Congo                          | 0-0      | Qualifications à la Coupe d'Afrique des nations de football 1986         |
| 23 avril 1987     | Brazzaville  | Congo - Zaïre                          | 0-0      | Jeux d'Afrique centrale de 1987 (Poule)                                  |
| 12 janvier 1997   | Kinshasa     | Zaïre - Congo                          | 1-1      | Tours préliminaires à la Coupe du monde de football 1998                 |
| 8 juin 1997       | Pointe-Noire | Congo - RDC                            | 1-0      | Tours préliminaires à la Coupe du monde de football 1998                 |
| 9 juillet 2000    | Kinshasa     | RDC - Congo                            | 2-0      | Tours préliminaires à la Coupe du monde de football 2002                 |
| 6 mai 2001        | Pointe-Noire | Congo - RDC                            | 1-1      | Tours préliminaires à la Coupe du monde de football 2002                 |
| 4 mai 2008        | Lubumbashi   | RDC - Congo                            | 3-0      | Éliminatoires du Championnat d'Afrique des nations de football 2009      |
| 17 mai 2008       | Brazzaville  | Congo - RDC                            | 2-1      | Éliminatoires du Championnat d'Afrique des nations de football 2009      |
| 7 juillet 2013    | Kinshasa     | RDC - Congo                            | 2-1      | Éliminatoires du Championnat d'Afrique des nations de football 2014 (en) |
| 28 juillet 2013   | Dolisie      | Congo - RDC                            | 1-0      | Éliminatoires du Championnat d'Afrique des nations de football 2014 (en) |
| 31 janvier 2015   | Bata         | Congo - RDC                            | 2-4      | Coupe d'Afrique des nations de football 2015 (Quart de finale)           |
| 10 juin 2017      | Kinshasa     | RDC - Congo                            | 3-1      | Éliminatoires de la Coupe d'Afrique des nations de football 2019         |
| 11 août 2017      | Kintélé      | Congo - RDC                            | 0-0      | Éliminatoires du Championnat d'Afrique des nations de football 2018      |
| 19 août 2017      | Kinshasa     | RDC - Congo                            | 1-1      | Éliminatoires du Championnat d'Afrique des nations de football 2018      |
| 18 novembre 2018  | Brazzaville  | Congo - RDC                            | 1-1      | Éliminatoires de la Coupe d'Afrique des nations de football 2019         |
| 17 janvier 2021   | Douala       | RDC - Congo                            | 1-0      | Championnat d'Afrique des nations de football 2020                       |

Bilan
Confrontations : 24
- Victoires du Congo : 6
- Match nul : 7
- Victoires de la République démocratique du Congo : 11

### Côte d'Ivoire
| Date             | Lieu              | Match                              | Résultat | Compétition                                                      |
| ---------------- | ----------------- | ---------------------------------- | -------- | ---------------------------------------------------------------- |
| 15 avril 1963    | Dakar             | Côte d'Ivoire - Congo-Léopoldville | 1-0      | Jeux de l'Amitié 1963 (Poule)                                    |
| 17 janvier 1965  | Abidjan           | Côte d'Ivoire - RDC                | 2-0      | Qualifications à la Coupe d'Afrique des nations de football 1965 |
| 21 juillet 1965  | Brazzaville       | Côte d'Ivoire - RDC                | 1-1      | Jeux africains de 1965 (Poule)                                   |
| 5 septembre 1965 | Léopoldville      | RDC - Côte d'Ivoire                | 4-2      | Qualifications à la Coupe d'Afrique des nations de football 1965 |
| 14 novembre 1965 | Sfax              | Côte d'Ivoire - RDC                | 3-0      | Coupe d'Afrique des nations de football 1965 (Poule)             |
| 16 mars 1988     | Casablanca        | Côte d’Ivoire - Zaïre              | 1–1      | Coupe d'Afrique des nations de football 1988 (Poule)             |
| 10 mars 2001     | Kinshasa          | RDC - Côte d'Ivoire                | 1-2      | Tours préliminaires à la Coupe du monde de football 2002         |
| 29 juillet 2001  | Abidjan           | Côte d'Ivoire - RDC                | 1-2      | Tours préliminaires à la Coupe du monde de football 2002         |
| 29 janvier 2002  | Kayes             | RDC - Côte d'Ivoire                | 3-1      | Coupe d'Afrique des nations de football 2002 (Poule)             |
| 8 février 2005   | Le Petit-Quevilly | Côte d'Ivoire - RDC                | 2-2      | Match amical                                                     |
| 10 février 2011  | Omdurman          | RDC - Côte d'Ivoire                | 2-1      | Championnat d'Afrique des nations de football 2011 (Poule)       |
| 11 octobre 2014  | Kinshasa          | RDC - Côte d'Ivoire                | 1-2      | Éliminatoires de la Coupe d'Afrique des nations de football 2015 |
| 15 octobre 2014  | Abidjan           | Côte d'Ivoire - RDC                | 3-4      | Éliminatoires de la Coupe d'Afrique des nations de football 2015 |
| 4 février 2015   | Bata              | RDC -Côte d'Ivoire                 | 1-3      | Coupe d'Afrique des nations de football 2015 (Demi-finale)       |
| 20 janvier 2017  | Oyem              | Côte d'Ivoire - RDC                | 2-2      | Coupe d'Afrique des nations de football 2017 (Poule)             |
| 13 octobre 2019  | Amiens            | Côte d'Ivoire - RDC                | 3-1      | Match amical                                                     |
| 18 janvier 2023  | Annaba            | RDC - Côte d'Ivoire                | 0-0      | Championnat d'Afrique des nations de football 2022 (Poule)       |
| 7 février 2024   | Abidjan           | Côte d'Ivoire - RDC                | 1-0      | Coupe d'Afrique des nations de football 2023 (Demi-finale)       |

Bilan
Confrontations : 18
- Victoires de la Côte d'Ivoire : 8
- Match nul : 5
- Victoires de la République démocratique du Congo : 5

## D

### Djibouti
| Date          | Lieu     | Match          | Résultat | Compétition                                                                                            |
| 7 avril 2000  | Djibouti | Djibouti - RDC | 1-1      | Tours préliminaires à la Coupe du monde de football 2002                                               |
| 23 avril 2000 | Kinshasa | RDC - Djibouti | 9-1      | Tours préliminaires à la Coupe du monde de football 2002                                               |
| 13 juin 2008  | Djibouti | Djibouti - RDC | 0-6      | Éliminatoires de la Coupe du monde de football 2010 et la Coupe d'Afrique des nations de football 2010 |
| 22 juin 2008  | Kinshasa | RDC - Djibouti | 5-1      | Éliminatoires de la Coupe du monde de football 2010 et la Coupe d'Afrique des nations de football 2010 |

Bilan
Confrontations : 4
- Victoires du Djibouti : 0
- Match nul : 1
- Victoires de la République démocratique du Congo : 3

## E

### Écosse
| Date         | Lieu     | Match          | Résultat | Compétition                             |
| 14 juin 1974 | Dortmund | Zaïre - Écosse | 0-2      | Coupe du monde de football 1974 (Poule) |

Bilan
Confrontations : 1
- Victoires de l'Écosse : 1
- Match nul : 0
- Victoires de la République démocratique du Congo : 0

### Égypte
| Date             | Lieu       | Match                       | Résultat         | Compétition                                                                                            |
| ---------------- | ---------- | --------------------------- | ---------------- | --- |
| 12 février 1970  | Wad Madani | République arabe unie - RDC | 1-0              | Coupe d'Afrique des nations de football 1970 (Poule)                                                   |
| 9 mars 1974      | Alexandrie | Égypte - Zaïre              | 2-3              | Coupe d'Afrique des nations de football 1974 (Demi-finale)                                             |
| 16 juillet 1989  | Le Caire   | Égypte - Zaïre              | 2-0              | Qualifications à la Coupe d'Afrique des nations de football 1990                                       |
| 30 juillet 1989  | Kinshasa   | Zaïre - Égypte              | 0-0              | Qualifications à la Coupe d'Afrique des nations de football 1990                                       |
| 14 janvier 2004  | Port-Saïd  | Égypte - RDC                | 2-2              | Match amical                                                                                           |
| 3 février 2006   | Le Caire   | Égypte - RDC                | 4-1              | Coupe d'Afrique des nations de football 2006 (Quart de finale)                                         |
| 1er juin 2008    | Le Caire   | Égypte - RDC                | 2-1              | Éliminatoires de la Coupe du monde de football 2010 et la Coupe d'Afrique des nations de football 2010 |
| 7 septembre 2008 | Kinshasa   | RDC - Égypte                | 0-1              | Éliminatoires de la Coupe du monde de football 2010 et la Coupe d'Afrique des nations de football 2010 |
| 11 août 2010     | Le Caire   | Égypte - RDC                | 6-3              | Match amical                                                                                           |
| 2 mars 2012      | Doha       | Égypte - RDC                | 0-0              | Match amical                                                                                           |
| 26 juin 2019     | Le Caire   | Égypte - RDC                | 2-0              | Coupe d'Afrique des nations de football 2019 (Poule)                                                   |
| 28 janvier 2024  | San-Pédro  | Égypte - RDC                | 1-1a.p. (7-8)tab | Coupe d'Afrique des nations de football 2023 (Huitième de finale)                                      |

Bilan
Confrontations : 12
- Victoires de l'Égypte : 7
- Matchs nuls : 3
- Victoires de la République démocratique du Congo : 2

### Éthiopie
| Date             | Lieu         | Match          | Résultat | Compétition                                                      |
| 19 janvier 1968  | Addis-Abeba  | Éthiopie - RDC | 2-3a.p.  | Coupe d'Afrique des nations de football 1968 (Demi-finale)       |
| 29 avril 2007    | Kinshasa     | RDC - Éthiopie | 2-0      | Éliminatoires de la Coupe d'Afrique des nations de football 2008 |
| 1er juin 2007    | Addis-Abeba  | Éthiopie - RDC | 1-0      | Éliminatoires de la Coupe d'Afrique des nations de football 2008 |
| 17 janvier 2016  | Butare       | RDC - Éthiopie | 3-0      | Championnat d'Afrique des nations de football 2016 (Poule)       |
| 9 septembre 2024 | Dar es Salam | Éthiopie - RDC | 0-2      | Éliminatoires de la Coupe d'Afrique des nations de football 2025 |
| 19 novembre 2024 | Kinshasa     | RDC - Éthiopie | 1-2      | Éliminatoires de la Coupe d'Afrique des nations de football 2025 |

Bilan
Confrontations : 6
- Victoires de l'Éthiopie : 2
- Match nul : 0
- Victoires de la République démocratique du Congo : 4

## G

### Guinée
| Date             | Lieu       | Match          | Résultat         | Compétition                                                        |
| ---------------- | ---------- | -------------- | ---------------- | ------------------------------------------------------------------ |
| 9 février 1970   | Wad Madani | Guinée - RDC   | 2-2              | Coupe d'Afrique des nations de football 1970 (Poule)               |
| 3 mars 1974      | Damanhur   | Zaïre - Guinée | 2-1              | Coupe d'Afrique des nations de football 1974 (Poule)               |
| 28 octobre 1979  | Kinshasa   | Zaïre - Guinée | 3-2              | Qualifications à la Coupe d'Afrique des nations de football 1980   |
| 11 novembre 1979 | Conakry    | Guinée - Zaïre | 3-1              | Qualifications à la Coupe d'Afrique des nations de football 1980   |
| 25 janvier 2004  | Tunis      | RDC - Guinée   | 1-2              | Coupe d'Afrique des nations de football 2004 (Poule)               |
| 3 février 2016   | Kigali     | RDC - Guinée   | 1-1a.p. (5-4)tab | Championnat d'Afrique des nations de football 2016 (Demi-finale)   |
| 13 novembre 2016 | Conakry    | Guinée - RDC   | 1-2              | Éliminatoires de la Coupe du monde de football 2018 : zone Afrique |
| 11 novembre 2017 | Kinshasa   | RDC -Guinée    | 3-1              | Éliminatoires de la Coupe du monde de football 2018 : zone Afrique |
| 2 février 2024   | Abidjan    | RDC - Guinée   | 3-1              | Coupe d'Afrique des nations de football 2023 (Quart de finale)     |
| 6 septembre 2024 | Kinshasa   | RDC - Guinée   | 1-0              | Éliminatoires de la Coupe d'Afrique des nations de football 2025   |
| 16 novembre 2024 | Abidjan    | Guinée - RDC   | 1-0              | Éliminatoires de la Coupe d'Afrique des nations de football 2025   |

Bilan
Confrontations : 11
- Victoires de la Guinée : 3
- Matchs nuls : 1
- Victoires de la République démocratique du Congo : 7

## K

### Kenya
| Date            | Lieu     | Match         | Résultat | Compétition                                                      |
| 29 août 1992    | Nairobi  | Kenya - Zaïre | 1-3      | Éliminatoires de la Coupe d'Afrique des nations de football 1994 |
| 11 juillet 1993 | Kinshasa | Zaïre - Kenya | 0-1      | Éliminatoires de la Coupe d'Afrique des nations de football 1994 |
| 24 janvier 1999 | Kinshasa | RDC - Kenya   | 2-1      | Éliminatoires de la Coupe d'Afrique des nations de football 2000 |
| 6 juin 1999     | Nairobi  | Kenya - RDC   | 0-1      | Éliminatoires de la Coupe d'Afrique des nations de football 2000 |
| 3 août 2025     | Nairobi  | Kenya - RDC   | 1-0      | Championnat d'Afrique des nations de football 2024 (Poule)       |

Bilan
Confrontations : 5
- Victoires du Kenya : 2
- Match nul : 0
- Victoires de la République démocratique du Congo : 3

## L

### Lesotho
| Date            | Lieu     | Match           | Résultat          | Compétition                                                      |
| 11 avril 1993   | Maseru   | Lesotho - Zaïre | 1-1               | Éliminatoires de la Coupe d'Afrique des nations de football 1994 |
| 25 juillet 1993 | Kinshasa | Zaïre - Lesotho | 7-0               | Éliminatoires de la Coupe d'Afrique des nations de football 1994 |
| 8 janvier 1995  | Kinshasa | Zaïre - Lesotho | 3-0 tapis vert2-0 | Éliminatoires de la Coupe d'Afrique des nations de football 1996 |
| juillet 1995    | Lesotho  | Lesotho - Zaïre | forfait0-2        | Éliminatoires de la Coupe d'Afrique des nations de football 1996 |
| 10 octobre 2000 | Kinshasa | RDC - Lesotho   | 1-1               | Éliminatoires de la Coupe d'Afrique des nations de football 2002 |
| 3 juin 2001     | Maseru   | Lesotho - RDC   | 0-0               | Éliminatoires de la Coupe d'Afrique des nations de football 2002 |

Bilan
Confrontations : 6
- Victoires du Lesotho : 0
- Match nul : 3
- Victoires de la République démocratique du Congo : 3

## M

### Madagascar
| Date             | Lieu         | Match              | Résultat         | Compétition                                                       |
| ---------------- | ------------ | ------------------ | ---------------- | ----------------------------------------------------------------- |
| 19 juillet 1965  | Brazzaville  | Madagascar - RDC   | 0-7              | Jeux africains de 1965 (Poule)                                    |
| 16 novembre 1980 | Antananarivo | Madagascar - Zaïre | 1-1              | Tours préliminaires à la Coupe du monde de football 1982          |
| 21 décembre 1980 | Kinshasa     | Zaïre - Madagascar | 3-2              | Tours préliminaires à la Coupe du monde de football 1982          |
| 28 février 1999  | Antananarivo | Madagascar - RDC   | 3-1              | Éliminatoires de la Coupe d'Afrique des nations de football 2000  |
| 11 avril 1999    | Kinshasa     | RDC - Madagascar   | 2-0              | Éliminatoires de la Coupe d'Afrique des nations de football 2000  |
| 17 juin 2000     | Antananarivo | Madagascar - RDC   | 3-0              | Tours préliminaires à la Coupe du monde de football 2002          |
| 22 avril 2001    | Kinshasa     | RDC - Madagascar   | 1-0              | Tours préliminaires à la Coupe du monde de football 2002          |
| 29 juillet 2007  | Antananarivo | Madagascar - RDC   | 0-0              | Match amical                                                      |
| 14 juin 2015     | Kinshasa     | RDC - Madagascar   | 2-1              | Éliminatoires de la Coupe d'Afrique des nations de football 2017  |
| 5 juin 2016      | Antananarivo | Madagascar - RDC   | 1-6              | Éliminatoires de la Coupe d'Afrique des nations de football 2017  |
| 7 juillet 2019   | Alexandrie   | Madagascar - RDC   | 2-2a.p. (4-2)tab | Coupe d'Afrique des nations de football 2019 (Huitième de finale) |
| 7 octobre 2021   | Kinshasa     | RDC - Madagascar   | 2-0              | Éliminatoires de la Coupe du monde de football 2022               |
| 10 octobre 2021  | Antananarivo | Madagascar - RDC   | 1-0              | Éliminatoires de la Coupe du monde de football 2022               |
| 8 juin 2025      | Orléans      | RDC - Madagascar   | 3-1              | Match amical                                                      |

Bilan
Confrontations : 14
- Victoires de Madagascar : 4
- Matchs nuls : 2
- Victoires de la République démocratique du Congo : 8

### Mali
| Date             | Lieu           | Match        | Résultat | Compétition                                                 |
| 2 mars 1972      | Douala         | Zaïre - Mali | 3-4      | Coupe d'Afrique des nations de football 1972 (Demi-finale)  |
| 28 mars 1994     | Tunis          | Mali - Zaïre | 0-1      | Coupe d'Afrique des nations de football 1994 (Poule)        |
| 17 novembre 2010 | Dieppe         | Mali - RDC   | 3-1      | Match amical                                                |
| 14 février 2011  | Omdurman       | RDC - Mali   | 1-1      | Championnat d'Afrique des nations de football 2011 (Poule)  |
| 28 janvier 2013  | Port Elizabeth | Mali - RDC   | 1-1      | Coupe d'Afrique des nations de football 2013 (Poule)        |
| 7 fevrier 2016   | Kigali         | RDC - Mali   | 3-0      | Championnat d'Afrique des nations de football 2016 (Finale) |
| 11 juin 2021     | Radès          | RDC - Mali   | 1-1      | Match amical                                                |
| 5 juin 2025      | Orléans        | RDC - Mali   | 1-0      | Match amical                                                |

Bilan
Confrontations : 8
- Victoires du Mali : 2
- Match nul : 3
- Victoires de la République démocratique du Congo : 3

### Maroc
| Date             | Lieu       | Match         | Résultat   | Compétition                                                            |
| ---------------- | ---------- | ------------- | ---------- | ---------------------------------------------------------------------- |
| 29 février 1972  | Douala     | Maroc - Zaïre | 1-1        | Coupe d'Afrique des nations de football 1972 (Poule)                   |
| 9 décembre 1973  | Kinshasa   | Zaïre - Maroc | 3-0        | Tours préliminaires à la Coupe du monde de football 1974               |
| 16 décembre 1973 | Tétouan    | Maroc - Zaïre | forfait0-2 | Tours préliminaires à la Coupe du monde de football 1974               |
| 6 mars 1976      | Dire Dawa  | Maroc - Zaïre | 1-0        | Coupe d'Afrique des nations de football 1976 (Poule)                   |
| 25 février 1985  | Rabat      | Maroc - Zaïre | 1-0        | Qualifications à la Coupe d'Afrique des nations de football 1986       |
| 11 mars 1985     | Kinshasa   | Zaïre - Maroc | 0-0        | Qualifications à la Coupe d'Afrique des nations de football 1986       |
| 13 mars 1988     | Casablanca | Maroc - Zaïre | 1-1        | Coupe d'Afrique des nations de football 1988 (Poule)                   |
| 11 juin 1989     | Kinshasa   | Zaïre - Maroc | 0-0        | Tours préliminaires à la Coupe du monde de football 1990               |
| 27 août 1989     | Kénitra    | Maroc - Zaïre | 1-1        | Tours préliminaires à la Coupe du monde de football 1990               |
| 14 janvier 1992  | Dakar      | Maroc - Zaïre | 1-1        | Coupe d'Afrique des nations de football 1992 (Poule)                   |
| 29 août 1996     | Settat     | Maroc - Zaïre | 7-0        | Match amical                                                           |
| 9 janvier 2006   | Rabat      | Maroc - RDC   | 3-0        | Match amical                                                           |
| 16 janvier 2017  | Oyem       | RDC - Maroc   | 1-0        | Coupe d'Afrique des nations de football 2017 (Poule)                   |
| 13 octobre 2020  | Rabat      | Maroc - RDC   | 1-1        | Match amical                                                           |
| 25 mars 2022     | Kinshasa   | RDC - Maroc   | 1-1        | Éliminatoires de la zone Afrique de la Coupe du monde de football 2022 |
| 29 mars 2022     | Rabat      | Maroc - RDC   | 4-1        | Éliminatoires de la zone Afrique de la Coupe du monde de football 2022 |
| 21 janvier 2024  | San-Pédro  | Maroc - RDC   | 1-1        | Coupe d'Afrique des nations de football 2023 (Poule)                   |
| 17 août 2025     | Nairobi    | RDC - Maroc   | 1-3        | Championnat d'Afrique des nations de football 2024 (Poule)             |

Bilan
Confrontations : 18
- Victoires du Maroc : 6
- Matchs nuls : 9
- Victoires de la République démocratique du Congo : 3

### Maurice
| Date         | Lieu             | Match           | Résultat | Compétition                                                      |
| 7 mars 1974  | Damanhur         | Zaïre - Maurice | 4-1      | Coupe d'Afrique des nations 1974 (Poule)                         |
| 2 juin 1996  | Belle Vue Maurel | Maurice - Zaïre | 1-5      | Tours préliminaires à la Coupe du monde de football 1998         |
| 16 juin 1996 | Kinshasa         | Zaïre - Maurice | 2-0      | Tours préliminaires à la Coupe du monde de football 1998         |
| 27 mars 2011 | Kinshasa         | RDC - Maurice   | 3-0      | Éliminatoires de la Coupe d'Afrique des nations de football 2012 |
| 5 juin 2011  | Belle Vue Maurel | Maurice - RDC   | 1-2      | Éliminatoires de la Coupe d'Afrique des nations de football 2012 |

Bilan
Confrontations : 5
- Victoires de Maurice : 0
- Matchs nuls : 0
- Victoires de la République démocratique du Congo : 5

### Mauritanie
| Date             | Lieu       | Match            | Résultat          | Compétition                                                            |
| 14 janvier 2014  | Polokwane  | RDC - Mauritanie | 1-0               | Championnat d'Afrique des nations de football 2014 (Poule)             |
| 24 mars 2023     | Lubumbashi | RDC - Mauritanie | 3-1 tapis vert3-0 | Éliminatoires de la Coupe d'Afrique des nations de football 2023       |
| 28 mars 2023     | Nouakchott | Mauritanie - RDC | 1-1 tapis vert0-3 | Éliminatoires de la Coupe d'Afrique des nations de football 2023       |
| 15 novembre 2023 | Kinshasa   | RDC - Mauritanie | 2-0               | Éliminatoires de la zone Afrique de la Coupe du monde de football 2026 |
| 25 mars 2025     | Nouadhibou | Mauritanie - RDC | 0-2               | Éliminatoires de la zone Afrique de la Coupe du monde de football 2026 |

Bilan
Confrontations : 5
- Victoires de Mauritanie : 0
- Matchs nuls : 0
- Victoires de la République démocratique du Congo : 5

### Mexique
| Date        | Lieu   | Match         | Résultat | Compétition  |
| 12 mai 2006 | Mexico | Mexique - RDC | 2-1      | Match amical |

Bilan
Confrontations : 1
- Victoires du Mexique : 1
- Match nul : 0
- Victoires de la République démocratique du Congo : 0

## N

### Nouvelle-Zélande
| Date            | Lieu   | Match                  | Résultat | Compétition  |
| --------------- | ------ | ---------------------- | -------- | ------------ |
| 13 octobre 2023 | Murcie | Nouvelle-Zélande - RDC | 1-1      | Match amical |

Bilan
Confrontations : 1
- Victoires de la Nouvelle-Zélande : 0
- Match nul : 1
- Victoires de la République démocratique du Congo : 0

## O

### Ouganda
| Date               | Lieu        | Match           | Résultat | Compétition                                                                                                  |
| ------------------ | ----------- | --------------- | -------- | --- |
| 22 juillet 1965    | Brazzaville | RDC - Ouganda   | 6-2      | Jeux africains de 1965 (Cinquième place)                                                                     |
| 8 novembre 1970    | Kampala     | Ouganda - RDC   | 1-4      | Qualifications à la Coupe d'Afrique des nations de football 1972                                             |
| 24 novembre 1970   | Kinshasa    | RDC - Ouganda   | 1-0      | Qualifications à la Coupe d'Afrique des nations de football 1972                                             |
| 1er septembre 1990 | Kampala     | Ouganda - Zaïre | 2-1      | Qualifications à la Coupe d'Afrique des nations de football 1992                                             |
| 14 juillet 1991    | Kinshasa    | Zaïre - Ouganda | 1-0      | Qualifications à la Coupe d'Afrique des nations de football 1992                                             |
| 28 juin 1997       | Kinshasa    | RDC - Ouganda   | 0-0      | Match amical                                                                                                 |
| 27 octobre 2001    | Arusha      | Ouganda - RDC   | 1-0      | Match amical                                                                                                 |
| 6 juin 2004        | Kampala     | Ouganda - RDC   | 1-0      | Phase qualificative de la Coupe du monde de football 2006 et la Coupe d'Afrique des nations de football 2006 |
| 5 juin 2005        | Kinshasa    | RDC - Ouganda   | 4-0      | Phase qualificative de la Coupe du monde de football 2006 et la Coupe d'Afrique des nations de football 2006 |
| 22 juin 2019       | Le Caire    | RDC - Ouganda   | 0-2      | Coupe d'Afrique des nations de football 2019 (Poule)                                                         |
| 14 janvier 2023    | Annaba      | RDC - Ouganda   | 0-0      | Championnat d'Afrique des nations de football 2022 (Poule)                                                   |

Bilan
Confrontations : 11
- Victoires de l'Ouganda : 3
- Matchs nuls : 2
- Victoires de la République démocratique du Congo : 6

## R

### République centrafricaine
| Date              | Lieu                              | Match                                          | Résultat   | Compétition                                                              |
| ----------------- | --------------------------------- | ---------------------------------------------- | ---------- | ------------------------------------------------------------------------ |
| 12 juillet 1964   | Yaoundé                           | Congo-Léopoldville - République centrafricaine | 1-0        | Coupe des Tropiques 1964 (Poule)                                         |
| avril 1965        | Léopoldville                      | RDC - République centrafricaine                | ?          | Qualifications aux Jeux africains de 1965                                |
| 7 avril 1965      | Léopoldville                      | RDC - République centrafricaine                | 8-2        | Qualifications aux Jeux africains de 1965                                |
| septembre 1976    | Zaïre / République centrafricaine | Zaïre - République centrafricaine              | forfait2-0 | Tours préliminaires à la Coupe du monde de football 1978                 |
| 2 juillet 2000    | Bangui                            | République centrafricaine - RDC                | 1-1        | Éliminatoires de la Coupe d'Afrique des nations de football 2002         |
| 16 juillet 2000   | Kinshasa                          | RDC - République centrafricaine                | 2-0        | Éliminatoires de la Coupe d'Afrique des nations de football 2002         |
| 6 septembre 2015  | Bangui                            | République centrafricaine - RDC                | 2-0        | Éliminatoires de la Coupe d'Afrique des nations de football 2017         |
| octobre 2015      | RDC / République centrafricaine   | RDC - République centrafricaine                | forfait3-0 | Éliminatoires du Championnat d'Afrique des nations de football 2016 (en) |
| 4 septembre 2016  | Kinshasa                          | RDC - République centrafricaine                | 4-1        | Éliminatoires de la Coupe d'Afrique des nations de football 2017         |
| 22 septembre 2019 | Bangui                            | République centrafricaine - RDC                | 0-2        | Éliminatoires du Championnat d'Afrique des nations de football 2020      |
| 20 octobre 2019   | Kinshasa                          | RDC - République centrafricaine                | 4-1        | Éliminatoires du Championnat d'Afrique des nations de football 2020      |

Bilan
Confrontations : 11
- Victoires de la République centrafricaine : 1
- Matchs nuls : 1
- Victoires de la République démocratique du Congo : 9

### Roumanie
| Date        | Lieu | Match          | Résultat | Compétition  |
| 25 mai 2016 | Côme | Roumanie - RDC | 1-1      | Match amical |

Bilan
Confrontations : 1
- Victoires de la Roumanie : 0
- Match nul : 1
- Victoires de la République démocratique du Congo : 0

## S

### Seychelles
| Date            | Lieu     | Match            | Résultat | Compétition                                                      |
| 29 février 2012 | Victoria | Seychelles - RDC | 0-4      | Éliminatoires de la Coupe d'Afrique des nations de football 2013 |
| 17 juin 2012    | Kinshasa | RDC - Seychelles | 3-0      | Éliminatoires de la Coupe d'Afrique des nations de football 2013 |

Bilan
Confrontations : 2
- Victoires des Seychelles : 0
- Matchs nuls : 0
- Victoires de la République démocratique du Congo : 2

### Sierra Leone
| Date              | Lieu                 | Match                | Résultat   | Compétition                                                      |
| ----------------- | -------------------- | -------------------- | ---------- | ---------------------------------------------------------------- |
| avril 1989        | Zaïre / Sierra Leone | Zaïre - Sierra Leone | forfait2-0 | Qualifications à la Coupe d'Afrique des nations de football 1990 |
| 10 septembre 2014 | Lubumbashi           | Sierra Leone - RDC   | 0-2        | Éliminatoires de la Coupe d'Afrique des nations de football 2015 |
| 19 novembre 2014  | Kinshasa             | RDC - Sierra Leone   | 3-1        | Éliminatoires de la Coupe d'Afrique des nations de football 2015 |

Bilan
Confrontations : 3
- Victoires du Sierra Leone : 0
- Matchs nuls : 0
- Victoires de la République démocratique du Congo : 3

### Soudan du Sud
| Date         | Lieu     | Match               | Résultat | Compétition                                                            |
| 21 mars 2025 | Kinshasa | RDC - Soudan du Sud | 1-0      | Éliminatoires de la zone Afrique de la Coupe du monde de football 2026 |

Bilan
Confrontations : 1
- Victoires de Soudan du Sud : 0
- Match nul : 0
- Victoires de la République démocratique du Congo : 1

## T

### Tanzanie
| Date              | Lieu         | Match            | Résultat | Compétition                                                            |
| ----------------- | ------------ | ---------------- | -------- | ---------------------------------------------------------------------- |
| 17 septembre 1967 | Kinshasa     | RDC - Tanzanie   | 1-0      | Qualifications à la Coupe d'Afrique des nations de football 1968       |
| 10 octobre 1967   | Dar es Salam | Tanzania - RDC   | 0-1      | Qualifications à la Coupe d'Afrique des nations de football 1968       |
| 19 août 1990      | Kinshasa     | Zaïre - Tanzanie | 2-0      | Qualifications à la Coupe d'Afrique des nations de football 1992       |
| 27 avril 1991     | Dar es Salam | Tanzanie - Zaïre | 1-0      | Qualifications à la Coupe d'Afrique des nations de football 1992       |
| 26 janvier 1997   | Dar es Salam | Tanzanie - Zaïre | 1-2      | Éliminatoires de la Coupe d'Afrique des nations de football 1998       |
| 13 juillet 1997   | Kinshasa     | RDC - Tanzanie   | 1-1      | Éliminatoires de la Coupe d'Afrique des nations de football 1998       |
| 2 septembre 2021  | Kinshasa     | RDC - Tanzanie   | 1-1      | Éliminatoires de la zone Afrique de la Coupe du monde de football 2022 |
| 11 novembre 2021  | Dar es Salam | Tanzanie vs RDC  | 0-3      | Éliminatoires de la zone Afrique de la Coupe du monde de football 2022 |
| 24 janvier 2024   | Korhogo      | Tanzanie vs RDC  | 0-0      | Coupe d'Afrique des nations de football 2023 (Poule)                   |
| 10 octobre 2024   | Kinshasa     | RDC vs Tanzanie  | 1-0      | Éliminatoires de la Coupe d'Afrique des nations de football 2025       |
| 15 octobre 2024   | Dar es Salam | Tanzanie vs RDC  | 0-2      | Éliminatoires de la Coupe d'Afrique des nations de football 2025       |

Bilan
Confrontations : 11
- Victoires de la Tanzanie : 1
- Matchs nuls : 3
- Victoires de la République démocratique du Congo : 7

### Tchad
| Date             | Lieu         | Match         | Résultat | Compétition                                                         |
| avril 1965       | Léopoldville | RDC - Tchad   | ?        | Qualifications aux Jeux africains de 1965                           |
| avril 1965       | Léopoldville | RDC - Tchad   | ?        | Qualifications aux Jeux africains de 1965                           |
| 29 avril 1987    | Brazzaville  | Zaïre - Tchad | 4-0      | Jeux d'Afrique centrale de 1987 (Cinquième place)                   |
| 28 août 2022     | Yaoundé      | Tchad - RDC   | 1-2      | Éliminatoires du Championnat d'Afrique des nations de football 2022 |
| 4 septembre 2022 | Kinshasa     | RDC - Tchad   | 5-0      | Éliminatoires du Championnat d'Afrique des nations de football 2022 |
| 21 décembre 2024 | Abidjan      | Tchad - RDC   | 1-1      | Éliminatoires du Championnat d'Afrique des nations de football 2024 |
| 28 décembre 2024 | Kinshasa     | RDC - Tchad   | 3-1      | Éliminatoires du Championnat d'Afrique des nations de football 2024 |

Bilan
Confrontations : 7
- Victoires du Tchad : 0
- Match nul : 1
- Victoires de la République démocratique du Congo : 6

## Y

### Yougoslavie
* La Yougoslavie est un ancien pays et une ancienne sélection dissolue comprenant l’actuel Bosnie-Herzégovine, Croatie, Kosovo, Macédoine du Nord, Monténégro, Serbie ainsi que la Slovénie
| Date         | Lieu          | Match               | Résultat | Compétition                                |
| 18 juin 1974 | Gelsenkirchen | Yougoslavie - Zaïre | 9-0      | Coupe du monde de football de 1974 (Poule) |

Bilan
Confrontations : 1
- Victoires de la Yougoslavie : 1
- Matchs nuls : 0
- Victoires de la République démocratique du Congo : 0

## Z

### Zambie
| Date             | Lieu        | Match                          | Résultat | Compétition                                                      |
| ---------------- | ----------- | ------------------------------ | -------- | ---------------------------------------------------------------- |
| 1948             | Congo belge | Congo belge - Rhodésie du Nord | 3-2      | Match amical                                                     |
| 22 novembre 1969 | Kinshasa    | RDC - Zambie                   | 10-1     | Match amical                                                     |
| 13 octobre 1971  | Ndola       | Zambie - RDC                   | 2-1      | Qualifications à la Coupe d'Afrique des nations de football 1972 |
| 27 octobre 1971  | Kinshasa    | Zaïre - Zambie                 | 3-0      | Qualifications à la Coupe d'Afrique des nations de football 1972 |
| 4 novembre 1973  | Lusaka      | Zambie - Zaïre                 | 0-2      | Tours préliminaires à la Coupe du monde de football 1974         |
| 18 novembre 1973 | Kinshasa    | Zaïre - Zambie                 | 2-1      | Tours préliminaires à la Coupe du monde de football 1974         |
| 12 mars 1974     | Le Caire    | Zaïre - Zambie                 | 2-2a.p.  | Coupe d'Afrique des nations de football 1974 (Finale)            |
| 14 mars 1974     | Le Caire    | Zaïre - Zambie                 | 2-0      | Coupe d'Afrique des nations de football 1974 (Finale)*rejouée    |
| 22 janvier 1989  | Lusaka      | Zambie - Zaïre                 | 4-2      | Tours préliminaires à la Coupe du monde de football 1990         |
| 13 août 1989     | Kinshasa    | Zaïre - Zambie                 | 1-0      | Tours préliminaires à la Coupe du monde de football 1990         |
| 9 avril 1997     | Harare      | Zaïre - Zambie                 | 2-2      | Tours préliminaires à la Coupe du monde de football 1998         |
| 16 août 1997     | Lusaka      | Zambie - RDC                   | 2-0      | Tours préliminaires à la Coupe du monde de football 1998         |
| 4 octobre 1998   | Lusaka      | Zambie - RDC                   | 1-1      | Éliminatoires de la Coupe d'Afrique des nations de football 2000 |
| 20 juin 1999     | Kinshasa    | RDC - Zambie                   | 0-1      | Éliminatoires de la Coupe d'Afrique des nations de football 2000 |
| 4 mars 2009      | Abidjan     | Zambie - RDC                   | 1-2      | Championnat d'Afrique des nations de football 2009 (Demi-finale) |
| 18 janvier 2015  | Ebebiyín    | RDC - Zambie                   | 1-1      | Coupe d'Afrique des nations de football 2015 (Poule)             |
| 17 janvier 2024  | San-Pédro   | RDC - Zambie                   | 1-1      | Coupe d'Afrique des nations de football 2023 (Poule)             |
| 7 août 2025      | Nairobi     | RDC - Zambie                   | 2-0      | Championnat d'Afrique des nations de football 2024 (Poule)       |

Bilan
Confrontations : 18
- Victoires de la Zambie : 4
- Matchs nuls : 5
- Victoires de la République démocratique du Congo : 9

### Zimbabwe
| Date             | Lieu     | Match            | Résultat | Compétition                                                      |
| ---------------- | -------- | ---------------- | -------- | ---------------------------------------------------------------- |
| 13 novembre 1994 | Harare   | Zimbabwe - Zaïre | 2-1      | Éliminatoires de la Coupe d'Afrique des nations de football 1996 |
| 4 juin 1995      | Kinshasa | Zaïre - Zimbabwe | 5-0      | Éliminatoires de la Coupe d'Afrique des nations de football 1996 |
| 3 septembre 2000 | Harare   | Zimbabwe - RDC   | 3-2      | Éliminatoires de la Coupe d'Afrique des nations de football 2002 |
| 17 juin 2001     | Kinshasa | RDC - Zimbabwe   | 2-1      | Éliminatoires de la Coupe d'Afrique des nations de football 2002 |
| 26 février 2009  | Bouaké   | Zimbabwe - RDC   | 1-1      | Championnat d'Afrique des nations de football 2009 (Poule)       |
| 13 octobre 2018  | Kinshasa | RDC - Zimbabwe   | 1-2      | Éliminatoires de la Coupe d'Afrique des nations de football 2019 |
| 16 octobre 2018  | Harare   | Zimbabwe - RDC   | 1-1      | Éliminatoires de la Coupe d'Afrique des nations de football 2019 |
| 30 juin 2019     | Le Caire | Zimbabwe - RDC   | 0-4      | Coupe d'Afrique des nations de football 2019 (Poule)             |

Bilan
Confrontations : 8
- Victoires du Zimbabwe : 3
- Matchs nuls : 2
- Victoires de la République démocratique du Congo : 3